# Jaliyi (música)
La música jaliyi (también khaleeji; en árabe: الموسيقى الخليجية‎ «música del Golfo») es un tipo de música contemporánea moderna característica de Arabia del Este y Central (ver Estados árabes del Golfo Pérsico) y popular por el Mundo Árabe.
Se caracteriza por el uso intensivo del ud y otros instrumentos de cuerda como el violín, el uso ocasional de gaita y la inclusión de instrumentos de percusión como el mirwas , tablá, y baterías. Así, las voces están acompañadas por el laúd árabe oud, el violín de una cuerda rababa, la cítara trapecio kanun y los tambores (tabl) volviéndose a la música antigua de los beduinos.
El Kaliji incorpora elementos de música africana, india e iraní que se superponen a los géneros indígenas árabes, tales como Samri, Liwa, y Saut.
Kuwait fue pionero en el género Kaliji en su forma moderna en la segunda mitad del siglo XX; y, pronto se convirtió en el punto focal de la industria de una manera similar a El Cairo y Beirut en el caso de música pop árabe.
Kuwaitíes, y se agregan saudíes, también estuvieron entre los primeros artistas y compositores comerciales en la región del Golfo Pérsico y la escena de Kaliji sigue dominada principalmente por artistas y compositores sauditas, kuwaitíes y bareiníes hoy.

## El Mutribah
La música tradicional de Kaliji no es una área dominada por hombres. Las mujeres tenían sus propias prácticas musicales que de manera similar incorporan la canción y la danza. Antes de la década de 1950 en lo que hoy es Catar, el baile Moradah era popular, donde las mujeres iban al desierto para actuar sin ser vistas por los hombres. Vestidas con lo mejor de sí mismas, las mujeres cantaban sobre temas sociales, como el amor, el matrimonio y la guerra. Hoy en día, las cantantes se pueden encontrar actuando en fiestas privadas y bodas. Normalmente actuando como parte de un grupo, la banda es dirigida por el Mutribah, normalmente el cantante más talentoso, mientras que los otros intervienen con coros e instrumentación.

## Artistas más destacados

### Arabia saudita
- Talal Maddah, Etab,
- Abadi Al-Johar,
- Mohammed Abdu,
- Rashed Al-Majed,
- Rabeh Sager,
- Abdul Majeed Abdullah,
- Waed

### Kuwait
- Aisha Al-Murta,
- Abdulkareem Abdulkader,
- Nawal El Kuwaitia,
- Abdallah Al Rowaished,
- Nabil Shuail,
- Shams

## Baréin
- Ahlam,
- Hind

### Emiratos Árabes Unidos
- Hussain Al Jasmi,
- Balqees
- Shamma Hamdan

### Catar
- Fahad Al Kubaisi.

A partir de la década de 1990, varios artistas de fuera del Consejo de Cooperación para los Estados Árabes del Golfo han intentado contratos en la industria discográfica. Ejemplos destacados incluyen a: Rajae Belmlih de Marruecos, Thekra y Latifa de Túnez, Assala Nasri de Siria, y Diana Haddad, Yara; y, Myriam Fares del Líbano.

## Propaladoras
La estación de radio Emarat FM, operada por la Abu Dhabi Media Company, se especializa en la transmisión de este género. El programa se transmite por streaming en internet. y por el satélite Eutelsat Hot Bird 13B.